# Giuseppe Maria Sensi
Giuseppe Maria Sensi (27 de maio de 1907 - 26 de julho de 2001) foi um cardeal da Igreja Católica Romana que serviu como diplomata do Vaticano por muito tempo.

## Biografia
Sensi nasceu em Cosenza, Itália, como o sexto dos dez filhos do Hon. Francesco Sensi (membro do diretório do Partido Popular e presidente por muitos anos da Ação Católica Calabresa) e da Marquesa Andreotti-Loria. Estudou no ginnasio do Seminário de Cosenza de 1922 a 1929; depois, no Pontifício Seminário Romano (filosofia e teologia); no Pontifício Ateneu Lateranense, em Roma, onde obteve doutorado em teologia; no Pontifício Ateneu S. Apollinare, em Roma, onde obteve doutorado em direito canônico em 1932; escreveu uma tese sobre cooperativismo católico; e, finalmente, na Pontifícia Academia dos Nobres Eclesiásticos, em Roma, a partir de 1933, onde estudou diplomacia.
Ordenado em 21 de dezembro de 1929, Roma. Estudos posteriores, 1930-1932. Minutante na Sagrada Congregação do Concílio, 1933-1934. Ingressou no serviço diplomático da Santa Sé, 1934. Secretário da nunciatura na Romênia, 1934-1938. Camareiro particular supranumerário, 14 de março de 1935. Secretário da nunciatura na Hungria, 1939. Auditor da nunciatura na Suíça, 1940-1946. Conselheiro da nunciatura na Bélgica, 1946-1947. Prelado doméstico de Sua Santidade. Anexado à Secretaria de Estado do Vaticano, 1947. Conselheiro da nunciatura na Tchecoslováquia, 1947-1949. Encarregado de organizações católicas internacionais na seção internacional da Secretaria de Estado do Vaticano, 1949-1953. Observador permanente da Santa Sé perante a UNESCO, 1953-1956. Chefe da delegação da Santa Sé na Assembleia Geral da UNESCO, Montevidéu, 1954.
Eleito arcebispo titular de Sardi e nomeado núncio apostólico na Costa Rica, 21 de maio de 1955. Consagrado em 24 de julho de 1955, em Roma, pelo cardeal Valerio Valeri, prefeito da Sagrada Congregação para os religiosos, assistido pelos arcebispos Carlo Confalonieri, secretário da Sagrada Congregação para os seminários e universidades, e por Egidio Vagnozzi, núncio nas Filipinas. Delegado apostólico em Jerusalém e Palestina, 12 de janeiro de 1957. Núncio na Irlanda, 10 de maio de 1962. Participou do Concílio Vaticano II, 1962-1965. Núncio em Portugal, 8 de julho de 1967.
Criado cardeal-diácono no consistório de 24 de maio de 1976; recebeu o barrete vermelho e a diaconia de Ss. Biagio e Carlo ai Catinari, 24 de maio de 1976. Participou do conclave de 25 a 26 de agosto de 1978, que elegeu o Papa João Paulo I, e do conclave de 14 a 16 de outubro de 1978, que elegeu o Papa João Paulo II. Participou da Primeira Assembleia Plenária do Sagrado Colégio dos Cardeais, Cidade do Vaticano, de 5 a 9 de novembro de 1978. Perdeu o direito de participar do conclave quando completou oitenta anos, 27 de maio de 1987. Optou pela ordem dos cardeais-presbíteros e pelo título de Regina Apostolorum, 22 de junho de 1987.
Cardeal Sensi faleceu em 26 de julho de 2001, na Clínica Pio XI, em Roma, onde estava internado há algum tempo. Ao tomar conhecimento da notícia da morte do cardeal, o Papa João Paulo II enviou ao seu irmão, Antonio Sensi, um telegrama de condolências. O funeral ocorreu no dia 28 de julho, na Catedral de Cosenza, presidido, em nome do Papa, pelo Cardeal Agostino Cacciavillan. Sepultado na capela da família no cemitério de Colle Mussano, Cosenza.